# Amchidé
Amchidé (ou Amtchidé) est un canton du Cameroun situé dans l'arrondissement de Kolofata, le département du Mayo-Sava et la Région de l'Extrême-Nord, à la frontière avec le Nigeria.

## Localisation
Amchidé se croise avec la ville nigériane de Banki, avec des rues et même des maisons à cheval sur la frontière, et se trouve à environ 2,5 km du village de Limani au Cameroun.

## Population
En 1966-1967 le village Amtchidé comptait 652 habitants, des Kanouri, des Mouktélé, des Mafa et des Arabes choua. À cette date, la localité disposait d'une école publique à cycle incomplet, d'un dispensaire public et d'un marché de coton.
Lors du recensement de 2005, le canton d'Amchidé comptait 15 273 habitants, répartis en 16 villages :
- Amchidé Abba Doudjé : 4 041 habitants
- Amchidé Issa Madi : 927
- Amchidé Kamsouloum : 2 450
- Abdouri Matapa 222
- Abdouri Mbona : 35
- Amchidé Moussa : 2 008
- Abdouri Ndottiwa : 43
- Amchidé Oumar : 104
- Amchidé Younouss : 1 381
- Djaradiwa Issa : 81
- Djaradiwa Laminou : 131
- Djaradiwa Ngoudja : 21
- Matakouya Elie : 239
- Matakaya Patou (Aboua) : 344
- Yabogo Boukar : 858
- Yabogo Modou : 2 388

## Attaques terroristes
En 2014, Amchidé a été le site des combats entre Boko Haram et l'armée camerounaise, conduisant certains résidents à fuir la région. 
En février 2014, l'armée nigériane a envoyé des troupes à Amchidé pour fermer la frontière afin de prévenir les attaques de Boko Haram. Les troupes camerounaises ont également patrouillé la localité. L'impact de la fermeture de la frontière sur les commerçants d'Amchidé a été décrit comme «dévastateur», et le prix du carburant et des transports est devenu inaccessible dans une grande partie du Nord du Cameroun. 
En octobre 2014, les combattants de Boko Haram sont entrés à Amchidé et Limani, une autre localité frontalière, tuant au moins 30 civils. L'armée camerounaise a rapporté que 107 membres de Boko Haram avaient été tués dans les combats qui ont suivi. 
Le 28 décembre 2014, les troupes camerounaises ont repoussé quatre raids simultanés de Boko Haram dans les localités de Amchidé, Makari, Limani, Guirvidig, Waza et Achigachia, toutes situées dans la région de l'Extrême Nord du Cameroun.